# 上田栄治

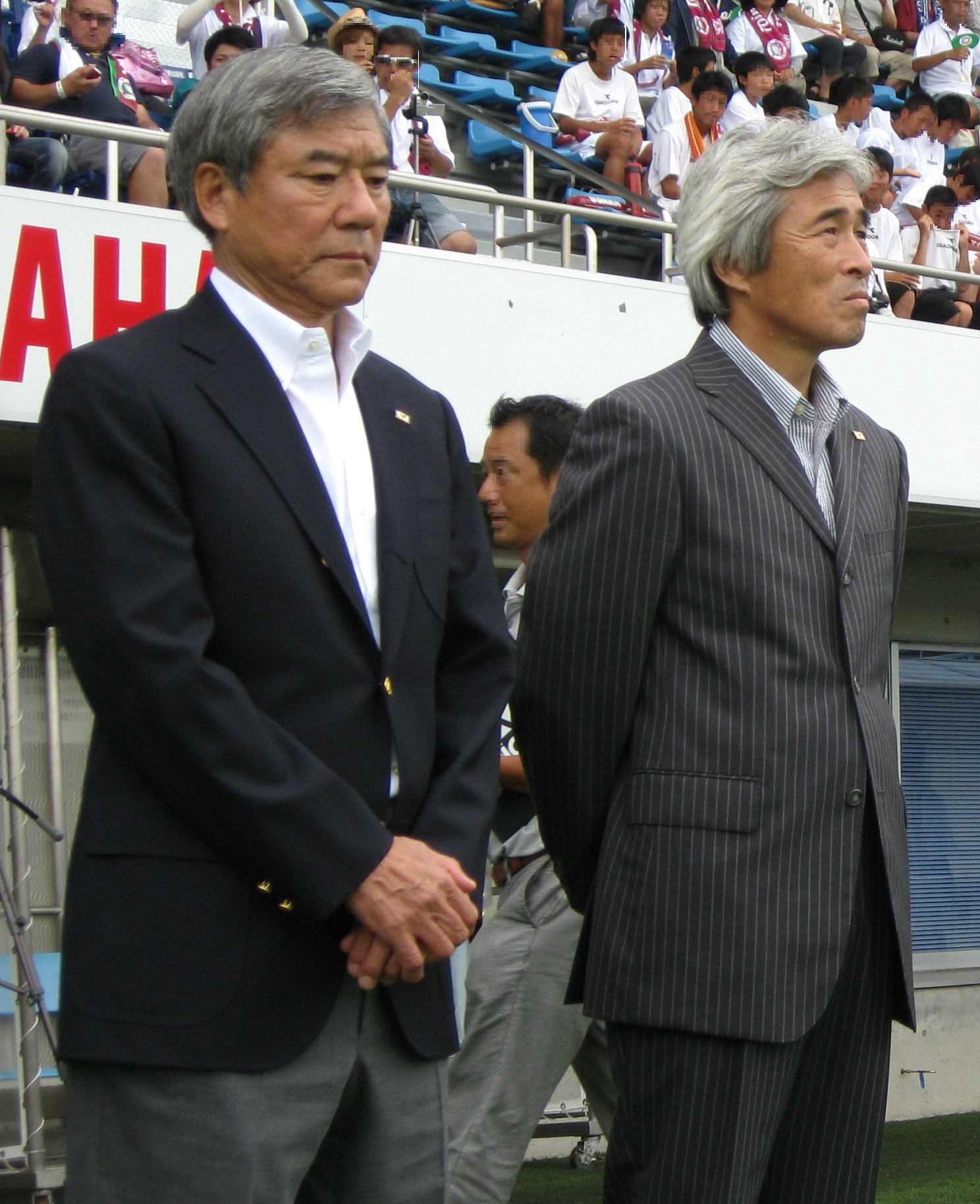
上田栄治（右）。大仁邦彌と

上田 栄治（うえだ えいじ、1953年12月22日 - ）は、千葉県館山市出身の元サッカー選手（FW）、サッカー指導者（JFA 公認S級コーチ）。現在は日本サッカー協会特任理事、女子委員長を務めている。

## 略歴
薬園台高校から1972年に青山学院大学へ進学し、4年次の1975年には日本学生選抜に選出されて、ソウルで行われた日韓定期戦に出場。卒業後の1976年にフジタ工業へ入部するが、卒業前にも日本学生選抜メンバーとして世界大学サッカー大会（ウルグアイ）に出場。入部後はFWとしてプレーし、JSL通算88試合20得点を記録するなど、3度のJSL1部優勝（1977年, 1979年, 1981年）と2度の天皇杯制覇（1977年, 1979年）に貢献。日本代表に選出されたことは無かったが、1979年に日本選抜Bでキリンカップ、日本選抜で北京招待国際サッカー大会へ出場。1982年にはJSL選抜として大宇、ニューヨーク・コスモスとの親善試合にも出場。同年引退。
引退後はフジタ→フジタSCで9年間コーチ（1983年 - 1991年）を担当。古前田充コーチと共に2度の天皇杯準優勝（1985年, 1987年）、古前田が監督となってからは、ニカノール・デ・カルバーリョヘッドコーチと共に1991年のJSL2部優勝に貢献。その後はフロントに回ってマネジメント業務やスカウトを担当し、中田英寿を獲得。中田のユベントス留学にも同行し、チームから数多くの選手を日本代表に送った。1996年にはベルマーレの統括部長代理に就任し、中田の海外移籍の窓口にもなった。並行して日本サッカー協会のナショナルトレセンコーチ北海道担当（1993年 - 1996年）、強化委員兼ナショナルトレセンチーフコーチ（1996年 - 1998年）も務めた。
1999年3月からはベルマーレ平塚監督に就任し、監督就任のタイミングにあわせてフジタを退社。プロコーチとして契約を交わしたが、前年までの中心であった中田の抜けたチームは開幕から最下位を独走し、シーズン途中の7月で不振の責任を取り辞任。その後の平塚は古前田が代行で指揮したが、最下位でJ2に降格している。同年12月からはアジアサッカー連盟の発展途上25ヶ国の一つであるマカオサッカー協会から、コーチの派遣要請を受け入れてA代表兼ユース代表で監督に就任。日本人初の海外A代表監督として、2000年にAFCアジアカップ2000 (予選)で日本代表と対戦したほか、ユース育成プログラムの策定並びに実践を行った。2002年5月退任。
同年8月から女子の指導歴を持たない初の日本女子代表監督に就任し、同年の釜山アジア大会で銅メダルを獲得。2003 FIFA女子ワールドカップで4大会連続W杯出場、アテネ五輪出場にも導いた。
2004年9月には低迷の続いていた湘南ベルマーレ監督に復帰し、2005年の前半は昇格争いにも絡んだが徐々に失速して結局7位に終わる。2006年は第15節までの14試合で6勝4敗4分とまずまずの成績を残していたがそこから5連敗を喫し、6月8日に成績不振の責任を取り辞任した。同年9月に日本サッカー協会女子委員長、2013年7月にJヴィレッジを運営する株式会社日本フットボールヴィレッジの代表取締役副社長に就任した。

## 所属クラブ

### 選手歴
- 1969年 - 1971年 : 千葉県立薬園台高等学校
- 1972年 - 1975年 : 青山学院大学
- 1976年 - 1982年 :  フジタ工業

### 指導歴
- 1983年 - 1992年 :  フジタ工業 / フジタSC コーチ
- 1993年 - 1996年 :  日本サッカー協会ナショナルトレセンコーチ北海道担当
- 1996年 - 1998年 :  日本サッカー協会強化委員（1998年から技術委員）兼ナショナルトレセンコーチ
- 1999年3月 - 1999年7月:  ベルマーレ平塚 監督
- 1999年12月 - 2002年5月 :  マカオ代表 監督
- 2002年8月 - 2004年9月 : 日本女子代表 監督
- 2004年9月 - 2006年6月 :  湘南ベルマーレ 監督

### 個人成績
| 国内大会個人成績 | 国内大会個人成績 | 国内大会個人成績 | 国内大会個人成績 | 国内大会個人成績 | 国内大会個人成績           | 国内大会個人成績 | 国内大会個人成績 | 国内大会個人成績 | 国内大会個人成績 | 国内大会個人成績 | 国内大会個人成績 |
| 年度             | クラブ           | 背番号           | リーグ           | リーグ戦         | リーグ戦                   | リーグ杯         | リーグ杯         | オープン杯       | オープン杯       | 期間通算         | 期間通算         |
| 年度             | クラブ           | 背番号           | リーグ           | 出場             | 得点                       | 出場             | 得点             | 出場             | 得点             | 出場             | 得点             |
| 日本             | 日本             | 日本             | 日本             | リーグ戦         | リーグ戦                   | JSL杯            | JSL杯            | 天皇杯           | 天皇杯           | 期間通算         | 期間通算         |
| ---------------- | ---------------- | ---------------- | ---------------- | ---------------- | -------------------------- | ---------------- | ---------------- | ---------------- | ---------------- | ---------------- | ---------------- |
| 1976             | フジタ           | 13               | JSL1部           | 5                | 0                          |                  |                  |                  |                  |                  |                  |
| 1977             | フジタ           | 13               | JSL1部           | 4                | 0                          |                  |                  |                  |                  |                  |                  |
| 1978             | フジタ           | 13               | JSL1部           | 15               | 4                          |                  |                  |                  |                  |                  |                  |
| 1979             | フジタ           | 13               | JSL1部           | 18               | 6                          |                  |                  | 4                | 1                |                  |                  |
| 1980             | フジタ           | 13               | JSL1部           | 16               | 5                          | 1                | 0                | 2                | 0                | 19               | 5                |
| 1981             | フジタ           | 13               | JSL1部           | 16               | 5                          | 3                | 0                | 1                | 0                | 20               | 5                |
| 1982             | フジタ           | 13               | JSL1部           | 14               | 0                          | 0                | 0                | 1                | 0                | 15               | 0                |
| 通算             | 日本             | 日本             | JSL1部           | 88               | 20\|\|\|\|\|\|\|\|\|\|\|\| |                  |                  |                  |                  |                  |                  |
| 総通算           | 総通算           | 総通算           | 総通算           | 88               | 20\|\|\|\|\|\|\|\|\|\|\|\| |                  |                  |                  |                  |                  |                  |

- JSL東西対抗戦　出場1回（1979年/1得点）

- JSL選抜チーム（1979年）3試合0得点

### 監督成績
| 年度   | 所属   | クラブ | リーグ戦 | リーグ戦 | リーグ戦 | リーグ戦 | リーグ戦 | リーグ戦 | カップ戦   | カップ戦  |
| 年度   | 所属   | クラブ | 順位     | 試合     | 勝点     | 勝利     | 引分     | 敗戦     | ナビスコ杯 | 天皇杯    |
| ------ | ------ | ------ | -------- | -------- | -------- | -------- | -------- | -------- | ---------- | --------- |
| 1999   | J1     | 平塚   | 16位     | 15       |          | 3        | 0        | 12       | 1回戦敗退  | -         |
| 2004   | J2     | 湘南   | 10位     | 11       | 8        | 1        | 5        | 5        | -          | 5回戦敗退 |
| 2005   | J2     | 湘南   | 7位      | 44       | 54       | 13       | 15       | 16       | -          | 3回戦敗退 |
| 2006   | J2     | 湘南   | -        | 19       | 22       | 6        | 4        | 9        | -          | -         |
| J1通算 | J1通算 | J1通算 | -        | 15       | -        | 3        | 0        | 12       |            |           |
| J2通算 | J2通算 | J2通算 | -        | 74       | -        | 20       | 24       | 30       |            |           |

- 1999年はファーストステージのみ（順位はステージ順位）。
- 2004年は9月より（順位は最終順位）。
- 2006年は途中解任。